# Ambasada Sudanu w Berlinie
Ambasada Sudanu w Berlinie – misja dyplomatyczna Republiki Sudanu w Republice Federalnej Niemiec.
Ambasador Republiki Sudanu w Berlinie oprócz Republiki Federalnej Niemiec akredytowany jest również w Rzeczypospolitej Polskiej.